# 中山久蔵
中山 久蔵（なかやま きゅうぞう、文政11年3月21日（1828年5月4日） - 大正8年（1919年）2月13日）は、日本の農業指導者。明治期に北海道の道央以北で初めて米作り（赤毛種）を成功させた先駆者。寒地稲作の祖、寒地稲作の父、北海道稲作の父と称される。

## 生い立ちと経歴
文政11年（1828年）3月21日、河内国石川郡春日村（現：大阪府南河内郡太子町春日）の農業を営む旧家に生まれた久蔵は、17歳の頃、家を飛び出し諸国放浪した後、1853年（嘉永6年）、25歳の時に仙台藩士・片倉英馬の下僕となり、仙台藩が蝦夷地警護を目的に構築した白老陣屋と仙台をたびたび往復した。
維新後は北海道開拓を志し、勇払（現苫小牧市）、島松（現北広島市島松）で開拓に従事。
1873年（明治6年）、札幌郡月寒村島松で道南より北では初となる寒冷地米の「赤毛種」を栽培することに成功し開拓移民に種もみを無償で配布した。この折、久蔵は苗代に風呂の湯を流し込んで苗を保温することで生育を促進させたという。島松の自宅は旧島松駅逓所（のちに国の重要文化財）としても利用され自身は取扱人を務めた。1881年（明治14年）、明治天皇北海道巡幸の折は天皇一行に御座所の用意を仰せつかり、金325円を賜る。この年も久藏の家の田の稲はよく生育していたという。
ゆめぴりかは赤毛種の子孫にあたる。

## 関連図書
- マンガふるさとの偉人「100万石の志　中山久蔵物語」 発行 北海道北広島市教育委員会 2024年3月 https://www.bgf.or.jp/bgmanga/303/